# Việt Nam tại Đại hội Thể thao Trong nhà và Võ thuật châu Á 2017
Việt Nam đã tham gia hoàn thành tại Đại hội Thể thao Trong nhà và Võ thuật châu Á 2017 ở Ashgabat, Turkmenistan từ ngày 17 đến ngày 27 tháng 9 năm 2017.

## Vận động viên dự thi
| Môn thể thao        | Nam | Nữ | Tổng số |
| ------------------- | --- | -- | ------- |
| Bi-a                | 5   | 1  | 6       |
| Bowling             | 3   | 1  | 4       |
| Cờ vua              | 5   | 6  | 11      |
| Khiêu vũ thể thao   | 4   | 4  | 8       |
| Bóng đá trong nhà   | 14  | 0  | 14      |
| Điền kinh trong nhà | 2   | 5  | 7       |
| Nhu thuật           | 2   | 3  | 5       |
| Kurash              | 2   | 7  | 9       |
| Muay Thái           | 5   | 2  | 7       |
| Bơi bể ngắn         | 4   | 1  | 5       |
| Taekwondo           | 6   | 12 | 18      |
| Cử tạ               | 3   | 2  | 5       |
| Đấu vật             | 0   | 4  | 4       |
| Tổng số             | 55  | 48 | 103     |

## Tóm tắt huy chương

### Huy chương theo môn thể thao
| Huy chương theo môn thể thao | Huy chương theo môn thể thao | Huy chương theo môn thể thao | Huy chương theo môn thể thao | Huy chương theo môn thể thao |
| Môn thể thao                 | 1                            | 2                            | 3                            | Tổng số                      |
| ---------------------------- | ---------------------------- | ---------------------------- | ---------------------------- | ---------------------------- |
| Bi-a                         | 1                            | 0                            | 2                            | 3                            |
| Bowling                      | 0                            | 0                            | 0                            | 0                            |
| Cờ vua                       | 3                            | 1                            | 2                            | 6                            |
| Khiêu vũ thể thao            | 1                            | 0                            | 0                            | 1                            |
| Bóng đá trong nhà            | 0                            | 0                            | 0                            | 0                            |
| Điền kinh trong nhà          | 1                            | 3                            | 0                            | 4                            |
| Nhu thuật                    | 0                            | 1                            | 4                            | 5                            |
| Kurash                       | 1                            | 0                            | 1                            | 2                            |
| Muay Thái                    | 1                            | 1                            | 1                            | 3                            |
| Bơi bể ngắn                  | 2                            | 1                            | 3                            | 6                            |
| Taekwondo                    | 1                            | 0                            | 4                            | 5                            |
| Cử tạ                        | 2                            | 1                            | 1                            | 4                            |
| Đấu vật                      | 0                            | 0                            | 1                            | 1                            |
| Tổng số                      | 13                           | 8                            | 19                           | 40                           |

### Huy chương theo ngày
| Huy chương theo ngày | Huy chương theo ngày | Huy chương theo ngày | Huy chương theo ngày | Huy chương theo ngày | Huy chương theo ngày |
| Thứ                  | Ngày                 | 1                    | 2                    | 3                    | Tổng số              |
| -------------------- | -------------------- | -------------------- | -------------------- | -------------------- | -------------------- |
| –1                   | 16 tháng 9           | 0                    | 0                    | 3                    | 3                    |
| 0                    | 17 tháng 9           | 0                    | 0                    | 0                    | 0                    |
| 1                    | 18 tháng 9           | 1                    | 2                    | 1                    | 4                    |
| 2                    | 19 tháng 9           | 2                    | 3                    | 2                    | 7                    |
| 3                    | 20 tháng 9           | 1                    | 0                    | 2                    | 3                    |
| 4                    | 21 tháng 9           | 1                    | 1                    | 1                    | 3                    |
| 5                    | 22 tháng 9           | 2                    | 0                    | 3                    | 5                    |
| 6                    | 23 tháng 9           | 0                    | 0                    | 3                    | 3                    |
| 7                    | 24 tháng 9           | 2                    | 1                    | 1                    | 4                    |
| 8                    | 25 tháng 9           | 2                    | 0                    | 1                    | 3                    |
| 9                    | 26 tháng 9           | 1                    | 0                    | 2                    | 3                    |
| 10                   | 27 tháng 9           | 1                    | 1                    | 0                    | 2                    |
| Tổng số              | Tổng số              | 13                   | 8                    | 19                   | 40                   |

### Danh sách huy chương
| Huy chương | Tên                                                           | Môn thể thao        | Nội dung                        | Ngày                |
| ---------- | ------------------------------------------------------------- | ------------------- | ------------------------------- | ------------------- |
| Vàng       | Nguyễn Quốc Nguyên                                            | Bi-a                | Men's 3-Cushion Carom Singles   | 24 tháng 9 năm 2017 |
| Vàng       | Đồng đội: Lê Quang Liêm Nguyễn Ngọc Trường Sơn                | Cờ vua              | Đồng đội blitz nam              | 27 tháng 9 năm 2017 |
| Vàng       | Đồng đội: Lê Quang Liêm Nguyễn Ngọc Trường Sơn                | Cờ vua              | Đồng đội rapid nam              | 26 tháng 9 năm 2017 |
| Vàng       | Lê Quang Liêm                                                 | Cờ vua              | Cờ tiêu chuẩn cá nhân nam       | 24 tháng 9 năm 2017 |
| Vàng       | Nguyễn Trung Kiên Phạm Hồng Anh                               | Khiêu vũ thể thao   | Salsa                           | 25 tháng 9 năm 2017 |
| Vàng       | Nguyễn Tiến Trọng                                             | Điền kinh trong nhà | Nhảy xa nam                     | 19 tháng 9 năm 2017 |
| Vàng       | Trần Thị Thanh Thủy                                           | Kurash              | +87 kg nữ                       | 20 tháng 9 năm 2017 |
| Vàng       | Bùi Yến Ly                                                    | Muay Thái           | -51 kg nữ                       | 21 tháng 9 năm 2017 |
| Vàng       | Nguyễn Thị Ánh Viên                                           | Bơi bể ngắn         | Bơi hỗn hợp cá nhân 100 mét nữ  | 25 tháng 9 năm 2017 |
| Vàng       | Nguyễn Thị Ánh Viên                                           | Bơi bể ngắn         | Bơi hỗn hợp cá nhân 200 mét nữ  | 22 tháng 9 năm 2017 |
| Vàng       | Đồng đội: Châu Tuyết Vân Nguyễn Thị Lê Kim Liên Thị Tuyết Mai | Taekwondo           | Poomsae đồng đội nữ             | 22 tháng 9 năm 2017 |
| Vàng       | Thạch Kim Tuấn                                                | Cử tạ               | 56 kg nam                       | 18 tháng 9 năm 2017 |
| Vàng       | Trịnh Văn Vinh                                                | Cử tạ               | 62 kg nam                       | 19 tháng 9 năm 2017 |
| Bạc        | Đồng đội: Phạm Lê Thảo Nguyên Hoàng Thị Bảo Trâm              | Cờ vua              | Đồng đội blitz nữ               | 27 tháng 9 năm 2017 |
| Bạc        | Nguyễn Thị Hằng                                               | Điền kinh trong nhà | 400 mét nữ                      | 19 tháng 9 năm 2017 |
| Bạc        | Lê Tú Chinh                                                   | Điền kinh trong nhà | 60 mét nữ                       | 19 tháng 9 năm 2017 |
| Bạc        | Bùi Thị Thu Thảo                                              | Điền kinh trong nhà | Nhảy xa nữ                      | 18 tháng 9 năm 2017 |
| Bạc        | Đào Lê Thu Trang                                              | Nhu thuật           | -45 kg Ne-Waza nữ               | 19 tháng 9 năm 2017 |
| Bạc        | Trương Thị Hồng Nga                                           | Muay Thái           | -63.5 kg nữ                     | 21 tháng 9 năm 2017 |
| Bạc        | Nguyễn Thị Ánh Viên                                           | Bơi bể ngắn         | Bơi tự do 200 mét nữ            | 24 tháng 9 năm 2017 |
| Bạc        | Trần Lê Quốc Tuấn                                             | Cử tạ               | 56 kg nam                       | 18 tháng 9 năm 2017 |
| Đồng       | Trần Quyết Chiến                                              | Bi-a                | Men's 3-Cushion Carom Singles   | 23 tháng 9 năm 2017 |
| Đồng       | Trần Lê Anh Tuấn                                              | Bi-a                | Men's English Billiards Singles | 23 tháng 9 năm 2017 |
| Đồng       | Đồng đội: Phạm Lê Thảo Nguyên Nguyễn Thị Thành An             | Cờ vua              | Đồng đội rapid nữ               | 26 tháng 9 năm 2017 |
| Đồng       | Đồng đội: Nguyễn Thị Mai Hùng Đoàn Thị Vân Anh                | Cờ vua              | U-23 đồng đội rapid nữ          | 26 tháng 9 năm 2017 |
| Đồng       | Đào Hồng Sơn                                                  | Nhu thuật           | Men's Ju-Jitsu Contact -62 kg   | 16 tháng 9 năm 2017 |
| Đồng       | Đồng đội: Đào Lê Thu Trang Đào Thị Như Quỳnh                  | Nhu thuật           | Duo Classic nữ                  | 16 tháng 9 năm 2017 |
| Đồng       | Đồng đội: Đào Thị Như Quỳnh Đào Lê Thu Trang                  | Nhu thuật           | Duo Show nữ                     | 16 tháng 9 năm 2017 |
| Đồng       | Dương Thị Thanh Minh                                          | Nhu thuật           | -49 kg Ne-Waza nữ               | 19 tháng 9 năm 2017 |
| Đồng       | Đỗ Thu Hà                                                     | Kurash              | -48kg nữ                        | 22 tháng 9 năm 2017 |
| Đồng       | Nguyễn Thanh Tùng                                             | Muay Thái           | -71 kg nam                      | 20 tháng 9 năm 2017 |
| Đồng       | Trần Duy Khôi                                                 | Bơi bể ngắn         | Bơi ngửa 100 mét nam            | 24 tháng 9 năm 2017 |
| Đồng       | Trần Duy Khôi                                                 | Bơi bể ngắn         | Bơi hỗn hợp cá nhân 200 mét nam | 22 tháng 9 năm 2017 |
| Đồng       | Trần Duy Khôi                                                 | Bơi bể ngắn         | Bơi ngửa 50 mét nam             | 23 tháng 9 năm 2017 |
| Đồng       | Nguyễn Văn Duy                                                | Taekwondo           | -63 kg nam                      | 19 tháng 9 năm 2017 |
| Đồng       | Trần Thị Ánh Tuyết                                            | Taekwondo           | -57 kg nữ                       | 21 tháng 9 năm 2017 |
| Đồng       | Hà Thị Nguyên                                                 | Taekwondo           | -62 kg nữ                       | 20 tháng 9 năm 2017 |
| Đồng       | Nguyễn Thị Lê Kim                                             | Taekwondo           | Poomsae cá nhân nữ              | 22 tháng 9 năm 2017 |
| Đồng       | Vương Thị Huyền                                               | Cử tạ               | 48 kg nữ                        | 18 tháng 9 năm 2017 |
| Đồng       | Nguyễn Thị Vinh                                               | Đấu vật             | -63 kg vật tự do nữ             | 25 tháng 9 năm 2017 |

### Danh sách nhiều bộ huy chương
| Vận động viên          | Môn thể thao | Vàng | Bạc | Đồng | Tổng số |
| Lê Quang Liêm          | Cờ vua       | 3    | 0   | 0    | 3       |
| Nguyễn Thị Ánh Viên    | Bơi bể ngắn  | 2    | 1   | 0    | 3       |
| Nguyễn Ngọc Trường Sơn | Cờ vua       | 2    | 0   | 0    | 2       |
| Nguyễn Thị Lê Kim      | Taekwondo    | 1    | 0   | 1    | 2       |
| Đào Lê Thu Trang       | Nhu thuật    | 0    | 1   | 2    | 3       |
| Phạm Lê Thảo Nguyên    | Cờ vua       | 0    | 1   | 1    | 2       |
| Trần Duy Khôi          | Bơi bể ngắn  | 0    | 0   | 3    | 3       |
| Đào Thị Như Quỳnh      | Nhu thuật    | 0    | 0   | 2    | 2       |